# Point Lola
Point Lola (in Argentinien Punta Lola) ist eine Landspitze an der Nordküste von Laurie Island im Archipel der Südlichen Orkneyinseln. Sie liegt auf der Ostseite der Einfahrt zur Uruguay Cove.
Der Name der Landspitze erscheint erstmals auf einer argentinischen Landkarte aus dem Jahr 1930, die auf Vermessungen aus dem Jahr 1914 durch Ignacio Espíndola, Kapitän der Korvette Uruguay von 1914 bis 1915, und aus dem Jahr 1930 durch Ángel Rodríguez, Kapitän der Primero de Mayo, basiert. Namensgeberin ist Maria Dolores „Lola“ Bosch, Ehefrau von Luciano Honorio Valette (1880–1957), der 1904 als Meteorologe auf der Orcadas-Station tätig war. Wissenschaftler der britischen Discovery Investigations übertrugen diese Benennung im Jahr 1934 ins Englische.